# 632 Pyrrha
632 Pyrrha

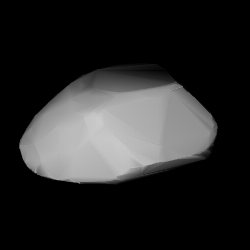
Mô hình 3D của 632 Pyrrha

632 Pyrrha là một tiểu hành tinh ở vành đai chính. Nó được August Kopff phát hiện ngày 5.4.1907 ở Heidelberg, và được đặt theo tên Pyrrha, vợ của Deucalion trong thần thoại Hy Lạp